# ヨヴァン・ゴイコヴィッチ
ヨヴァン・ゴイコヴィッチ（セルビア語: Јован Гојковић, ラテン文字転写: Jovan Gojković、1975年1月7日 - 2001年12月22日）は、セルビアの元サッカー選手。ポジションはミッドフィールダー。

## 経歴
1997年夏にレッドスター・ベオグラードに加入、パルチザン・ベオグラードとのヴェチティ・デルビに強くサポーターから絶大な人気を誇り、ユーゴスラビア代表としては1998年12月23日のイスラエル代表戦に出場した。
2000年夏からはギリシャのイラクリス・テッサロニキFCでプレイしていたが、2001年12月22日、ベオグラードで自動車を運転中に凍結した路面でコントロールを失い、道路脇の電柱に激突し即死した。ギリシャの名門オリンピアコスFC移籍が目前だった中で悲劇に見舞われた。